# 21000 L’Encyclopédie
A 21000 L'Encyclopédie (ideiglenes jelöléssel 1987 BY1) a Naprendszer kisbolygóövében található aszteroida. Eric Walter Elst fedezte fel 1987. január 26-án.